# 広州 (広東省)
広州（廣州、こうしゅう）は、中国にかつて存在した州。三国時代から元初にかけて、現在の広東省広州市一帯に設置された。

## 魏晋南北朝時代
226年（黄武5年）、呉により交州東部の南海・蒼梧・鬱林・高涼の4郡をもって広州が分割設置された。これは交州の権力者であった士燮の死後、呉が実効支配を進めるために、交州東部を分割したものである。そのため、反抗した士燮一族が殺害されると、まもなく広州は廃止されて、交州に統合された。264年（永安7年）に交州で呂興が反乱を起こすと、広州は再設置された。279年、広州で郭馬が反乱を起こし、呉の滅亡の引き金になった。
晋のとき、広州は南海・臨賀・始安・始興・蒼梧・鬱林・桂林・高涼・高興・寧浦の10郡を管轄した。
南朝宋のとき、広州は南海・蒼梧・晋康・新寧・永平・鬱林・桂林・高涼・新会・東官・義安・宋康・綏建・海昌・宋熙・寧浦・晋興・楽昌の18郡を管轄した。
南朝斉のとき、広州は南海・東官・義安・新寧・蒼梧・高涼・永平・晋康・新会・広熙・宋康・宋隆・海昌・綏建・楽昌・鬱林・桂林・寧浦・晋興・斉楽・斉康・斉建・斉熙の23郡を管轄した。

## 隋代
589年（開皇9年）、隋が南朝陳を滅ぼすと、広州の属郡は廃止された。601年（仁寿元年）、広州は番州と改称された。607年（大業3年）に州が廃止されて郡が置かれると、番州は南海郡と改称され、下部に15県を管轄した。隋代の行政区分に関しては下表を参照。
| 隋代の行政区画変遷 | 隋代の行政区画変遷 | 隋代の行政区画変遷 | 隋代の行政区画変遷                                      | 隋代の行政区画変遷                 | 隋代の行政区画変遷                 | 隋代の行政区画変遷          | 隋代の行政区画変遷 | 隋代の行政区画変遷 | 隋代の行政区画変遷                                                                  | 隋代の行政区画変遷 | 隋代の行政区画変遷                                                                                       |
| 区分               | 開皇元年           | 開皇元年           | 開皇元年                                                | 開皇元年                           | 開皇元年                           | 開皇元年                    | 開皇元年           | 開皇元年           | 開皇元年                                                                            | 区分               | 大業3年                                                                                                  |
| ------------------ | ------------------ | ------------------ | ------------------------------------------------------- | ---------------------------------- | ---------------------------------- | --------------------------- | ------------------ | ------------------ | ----------------------------------------------------------------------------------- | ------------------ | --- |
| 州                 | 広州               | 広州               | 広州                                                    | 広州                               | 広州                               | 東衡州                      | 東衡州             | 西衡州             | 新州                                                                                | 郡                 | 南海郡                                                                                                   |
| 郡                 | 南海郡             | 東官郡             | 清遠郡                                                  | 綏建郡                             | 楽昌郡                             | 始興郡                      | 安遠郡             | 陽山郡             | 新会郡                                                                              | 県                 | 南海県 増城県 宝安県 翁源県 清遠県 政賓県 四会県 化蒙県 懐集県 曲江県 楽昌県 始興県 含洭県 義寧県 新会県 |
| 県                 | 番禺県 増城県      | 宝安県             | 翁源県 清遠県 中宿県 威正県 廉平県 恩洽県 浮護県 政賓県 | 四会県 化蒙県 新招県 化穆県 化注県 | 始昌県 宋元県 安楽県 楽山県 義立県 | 曲江県 良化県 湞陽県 平石県 | 始興県             | 含洭県             | 盆允県 新夷県 義寧県 封楽県 初賓県 封平県 永昌県 始康県 新建県 熙潭県 化召県 懐集県 | 県                 | 南海県 増城県 宝安県 翁源県 清遠県 政賓県 四会県 化蒙県 懐集県 曲江県 楽昌県 始興県 含洭県 義寧県 新会県 |

## 唐代
621年（武徳4年）、唐が蕭銑を滅ぼすと、南海郡は広州と改められた。742年（天宝元年）、広州は南海郡と改称された。758年（乾元元年）、南海郡は広州の称にもどされた。広州は嶺南道に属し、南海・番禺・増城・四会・化蒙・清遠・懐集・洊水・湞陽・東莞の10県を管轄した。

## 宋代
北宋のとき、広州は広南東路に属し、南海・番禺・増城・清遠・懐集・東莞・新会・信安の8県を管轄した。南宋のとき、香山県が加増された。

## 元代
1278年（至元15年）、元により広州は広州路と改められた。広州路は江西等処行中書省に属し、録事司と南海・番禺・増城・清遠・東莞・香山・新会の7県を管轄した。

## 明代以降
1368年（洪武元年）、明により広州路は広州府と改められた。広州府は広東省に属し、直属の南海・番禺・順徳・東莞・新安・三水・増城・竜門・香山・新会・新寧・従化・清遠の13県と連州に属する陽山・連山の2県、合わせて1州15県を管轄した。
清のとき、広州府は広東省に属し、南海・番禺・順徳・東莞・従化・竜門・新寧・増城・香山・新会・三水・清遠・新安・花の14県を管轄した。
1913年、中華民国により広州府は廃止された。